# Косачі
Ко́сачі (пол. Kosacz, рос. Косач) — український козацько-старшинський рід (за генеалогічною легендою сербського походження), що отримав у Російській імперії дворянство та дав Україні низку культурних та громадських діячів.
Найвідомішою представницею цього роду є поетеса, перекладачка, фольклористка та феміністка Леся Українка (Лариса Петрівна Косач).

## Традиційний початок родоводу Косачів
Родовід Косачів, який сучасні історики (наприклад, Богдан Янишин) називають традиційним , було складено приблизно у другій половині XVIII століття. Згідно з традиційним родоводом, представники Косачів виводять початок роду із часів сербського намісника Боснії і Герцеговини Стефана Вукчича Косача, а вже далі — від «шляхтича польської корони» Петра Косача зі Стародубщини (нині це південно-західна частина Брянської області Російської Федерації; історичний центр цієї землі — місто Стародуб).

## Погарська лінія Косачів
Не всі дослідники погоджуються з традиційним початком родоводу Косачів. Деякі з них, зокрема український історик Олександр Оглоблин, вказують на факти, які стверджують безпосередньо стародубське походження Косачів, імовірно, з місцевих козаків чи міщан. Так, один із Косачів — Дмитро — був у 1715–1719 роках війтом у містечку Погар Стародубського полку (нині селище міського типу Погар Брянської області РФ).
Зазначений у традиційному родоводі «шляхтич польської корони» Петро Косач, за достовірними відомостями, був стародубським городничим за полковництва Михайла Миклашевського у 1690–1706 роках та Івана Скоропадського у 1706–1708 роках.
Син Петра Косача Василь служив значковим товаришем Стародубського полку, асесором стародубського полкового суду й бакланським сотником (1732–1755).

### Степан Косач і його сини
Онук Петра Косача та син Василя Косача — Степан Васильович (народився близько 1705 року) — був писарем стародубського полкового суду (1732), згодом — полковим осавулом (1748) та писарем (1757–1763). Як маршал шляхти Погарського повіту брав участь у виборах до Комісії законодавчої 1767–1768 років.
Степан Васильович Косач мав кількох синів, з яких відомі Петро, Григорій, Василь і Федір.
Петро Степанович Косач 1763 року заступив батька на уряді полкового писаря, а у 1768–1778 роках виконував обов'язки стародубського полкового судді, відтоді служив бунчуковим товаришем, у 1782–1785 роках став погарським повітовим суддею, 1784 року дістав чин колезького асесора, у 1785–1789 роках за обранням дворянства головував у Новгород-Сіверському верхньому земському суді, а у 1791–1793 роках служив погарським повітовим маршалком.
Григорій Степанович Косач був бунчуковим товаришем, 1782 р. обраний на мглинського повітового маршалка.
Василь Степанович Косач деякий час був на військовій службі, але дослужився тільки до чина підпоручика. 1790 року його обрали головою погарського повітового суду.
Федір Степанович Косач був вахмістром, у цьому чині вийшов у відставку.

## Мглинська лінія Косачів
Окрім погарської лінії Петра Косача, була ще й споріднена з нею мглинська (із міста Мглин на Чернігівщині; нині це місто Брянської області Росії). Про те, що ці лінії були певним чином споріднені, свідчить обрання Григорія Степановича, правнука Петра Косача, погарчанина, маршалком мглинського повіту.
Документальних даних про те, коли відокремилися ці дві лінії, немає. Олександр Оглоблин вважає, що це, імовірно, відбулося у першій половині XVIII століття.
Мглинська лінія походить від Йосипа Косача, який, можливо, був сином Петра Косача (або його сина Василя).
Із документів відомо про Матвія (народився близько 1740 року), другого сина Максима Осиповича, губернського секретаря, військового товариша (1765), абштитованого полкового судді й мглинського війта.

## Косачі в XIX–XX століттях
Деякі представники мглинської лінії Косачів стали визначними діячами українського літературного та громадського життя другої половини XIX–XX століття. Саме з цієї гілки походили Петро Антонович Косач (1842–1909), Олена Антонівна Косач (1845–1927, у шлюбі — Тесленко-Приходько), Олександра Антонівна Косач (1847–1925, в шлюбі Шимановська) та Григорій Антонович Косач (1843–1907). Їхній батько, Антон Григорович Косач, був онуком Матвія Максимовича Косача.

### Петро Косач і його діти

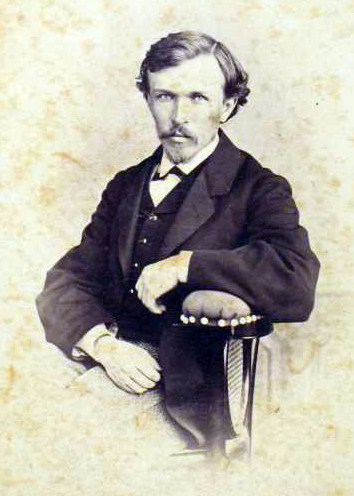
Петро Антонович Косач

Петро Антонович Косач у різний час був головою з'їзду мирових посередників міст Волинської губернії: Новоград-Волинський, Луцьк, Ковель. Згідно з даними його формулярного списку про службу від 1899 року, йому належали родовий маєток у Чернігівській губернії (у місті Мглин) та маєток у Колодяжному (471 десятина). Дружині Ользі (сестра Михайла Драгоманова), яка ввійшла в літературу під псевдонімом Олена Пчілка, належала садиба Зелений Гай на Полтавщині (100 десятин).
Усього в сім'ї Петра та Ольги Косачів було два сини та чотири доньки. Найвідоміша з них — Лариса Петрівна Косач-Квітка (1871–1913, літературний псевдонім — Леся Українка) — українська поетеса, письменниця, фольклористка, феміністка та громадська діячка.
Відома як перекладачка й Ольга Петрівна Косач-Кривинюк (1877–1945).
Ученим-фізиком, метеорологом був брат Лесі та Ольги — Михайло Петрович Косач (1869–1903).
Решта дітей: музикантка та перекладачка Оксана Косач-Шимановська (1882–1975), Микола Косач (1884–1937), письменниця, перекладачка, культурна діячка Ізидора Косач-Борисова (1888–1980).
Письменницькі традиції роду Косачів за океаном у XX столітті продовжив Юрій Миколайович Косач (1909–1990) — син Миколи Косача, онук Петра Антоновича.

### Сестри та брати Петра Косача
Петро був найстаршим із дітей колезького секретаря Антона Григоровича Косача (народився 1814 року — ровесник Тараса Шевченка) та Марії Степанівни Чернявської. Вінчалися вони 15 (27) січня 1841 року в Мглині.
Письменниця, викладачка та етнографка Ольга Косач-Кривинюк писала у спогадах :
| Дід наш, батьків батько Антон Григорович, був людина мало освічена, але од природи розумна, дуже чесна й добра, однак був він страшенно запальний і міг скипіти до нестями. Помер дід, як йому було 96 років (тобто в 1910 р.), і мало не до самого кінця свого життя був сильний і здоровий, ходив і їздив верхи на полювання, дивувався, коли хто казав, що зуби болять, бо не розумів, як то може «кістка боліти». |
У подружжя Косачів народилося семеро дітей (з інтервалом приблизно в рік):
- 20 грудня 1841 (1 січня 1842) — Петро (батько Лесі Українки),
- 16 (28) листопада 1842 — Матвій (помер через два місяці — 23 січня (4 лютого) 1843 року),
- 16 (28) листопада 1843 — Григорій («дядя Гриша» для Лесі Українки),
- 9 (21) січня 1845 — Олена («тьотя Єля»), письменниця та громадська діячка,
- 10 (22) лютого 1846 — Порфирій (помер, не проживши і двох років, — 26 січня (7 лютого) 1848 року),
- 18 (30) березня 1847 — Олександра («тьотя Саша»),
- 30 липня (11 серпня) 1848 — Степан (помер у дитинстві).

3 (15) листопада 1848 року, через три місяці після народження останньої дитини, померла Марія Степанівна Чернявська-Косач. По її смерті доглядати та виховувати дітей (двох хлопчиків і двох дівчаток віком від півтора до 7 років) узялася її старша сестра — Прасковія Степанівна Чернявська. Ольга Косач-Кривинюк писала у спогадах :
| І наш батько, і його брати і сестри все життя згадували цю свою тітку з глибокою пошаною, любов'ю та вдячністю, як надзвичайно розумну добру, справедливу людину, лагідну та з сильним характером. Вона була так само, як і її молодша сестра, наша бабуня, гарно освічена на ті часи і влаштувала у себе в Мглині пансіон для дівчаток. В тому пансіоні разом з тітчиними ученицями наш батько одержав свою найпершу науку. Потім його оддали до Чернігівської гімназії. Під час науки в гімназії батько наш жив у пансіоні при ній. |